# Міжнародний харчовий стандарт
Міжнаро́дний харчови́й станда́рт (англ. International Food Standart, IFS) — європейський стандарт для продуктів харчування, що продаються вроздріб.
Стандарт для аудитування продуктів харчування, що випускаються під брендом роздрібних та гуртових торговельних організацій.